# Myosorex babaulti
Myosorex babaulti es una especie de musaraña de la familia soricidae.

## Distribución geográfica
Se encuentra en Burundi, República Democrática del Congo y Uganda.

## Hábitat
Su hábitat natural son: montañas húmedas.

## Estado de conservación
Se encuentra amenazada de extinción por la pérdida de su hábitat natural.